# RE-52 Biokovo
RE-52 Biokovo bio je eskortni razarač u sastavu jugoslavenske ratne mornarice. Izgrađen je u Italiji gdje je u sklopu Regie Marine plovio pod imenom AS Aliseo.
Jugoslaviji je isporučen 1949. godine kao dio ratnih reparacija.